# Tillandsia wuelfinghoffii
Tillandsia wuelfinghoffii är en gräsväxtart som beskrevs av Renate Ehlers. Tillandsia wuelfinghoffii ingår i släktet Tillandsia och familjen Bromeliaceae. Inga underarter finns listade i Catalogue of Life.